# Układ ekliptyczny

Układ ekliptyczny – sferyczny układ współrzędnych, w którym kołem głównym jest ekliptyka, głównym kierunkiem zaś kierunek do punktu Barana. Współrzędnymi są: 
- szerokość ekliptyczna, β – kąt zawarty między płaszczyzną ekliptyki a kierunkiem do danego ciała niebieskiego. Zakresem kątów jest -90° ÷ +90°, przy czym dodatnie kąty dotyczą ciał niebieskich położonych w półsferze północnej, tzn. tej, w której leży Gwiazda Polarna.
- długość ekliptyczna, λ – kąt dwuścienny pomiędzy płaszczyznami dwóch kół wielkich prostopadłych do płaszczyzny ekliptyki, z których jedno przechodzi przez punkt Barana, a drugie przez dane ciało niebieskie. Długość ekliptyczna narasta od punktu Barana w kierunku ruchu rocznego Słońca i ma zakres 0° ÷ 360°.

Szerokość i długość ekliptyczna są odpowiednikami szerokości i długości geograficznej na Ziemi.
Układ ekliptyczny jest szczególnie dogodny do opisu ruchu planet Układu Słonecznego, bowiem planety znajdują się zawsze w pobliżu ekliptyki tzn. mają bliską zeru szerokość ekliptyczną i podstawową informacją o ich położeniu jest ich aktualna długość ekliptyczna.

## Literatura
- Flis Jan, Szkolny słownik geograficzny, WSiP 1986